# Daudin
Daudin je priimek več oseb:
- Ernest-André Daudin, francoski general
- François Marie Daudin, francoski zoolog